# Alcis brevifasciata
Alcis brevifasciata là một loài bướm đêm trong họ Geometridae.